# Nathanael Pringsheim
Nathanael Pringsheim (Wziesko, 1823 – Berlino, 1894) è stato un botanico tedesco.
Docente all'università di Lipsia dal 1864 al 1868, fu membro dell'Accademia delle scienze di Berlino. Fu tra i massimi esperti di algologia.